# マックス・ウィットロック
マックス・アントニー・ウィットロック（英語: Max Antony Whitlock、1993年1月13日 - ）は、イギリス・ヘメル・ヘムステッド出身の体操競技選手。
オリンピック3大会（2012年ロンドン、2016年リオデジャネイロ、2020年東京）に出場し、6つのメダル（金メダル3、銅メダル3）を獲得。また、世界体操競技選手権においてもあん馬で獲得した5つのメダルを含む8つのメダル（金メダル3、銀メダル5）を獲得している。リオデジャネイロオリンピックで個人種目別のあん馬とゆかにおいて優勝したことで、オリンピック体操競技におけるイギリス初の金メダリストとなった。オリンピックと世界体操選手権で計14個のメダルを獲得したウィットロックはイギリスの体操競技界に名を馳せ、あん馬においても国際大会での計5個のメダル（2大会で計3個の金メダル）を含む、8個のメダルを獲得したことで名を残した選手となった。 
ウィットロックはロンドンオリンピックのあん馬で銅メダル、2013年世界体操競技選手権のあん馬で銀メダルを獲得し、注目を浴び始めた。2014年にはヨーロッパ体操競技選手権のゆか、あん馬、コモンウェルスゲームズではゆか、個人総合で金メダルを獲得した。そして、ウィットロックは世界体操競技選手権での個人総合で銀メダルを獲得し、イギリス体操競技界ではダニエルケーティング以来の最優秀成績を収めた。2015年世界体操競技選手権で、ウィットロックはあん馬で16.133点を記録し、イギリス初の男子世界体操競技選手権優勝者となった。
2016年7月12日、ウィットロックはリオデジャネイロオリンピックでイギリス代表として出場し、個人総合においてイギリスがオリンピックに出場して以来108年間で初の銅メダルをもたらした。その後ウィットロックは個人種目別のゆかで優勝、2時間後にはあん馬においても金メダルを獲得した。オリンピックの体操個人種目別で初の金メダリストとなり、イギリスでの体操競技界において最も偉大な体操選手となった。
2020年東京オリンピックで、ウィットロックは個人種目別のあん馬において15.583点を記録して金メダルを獲得した。この勝利によってオリンピックで3つ目の金メダル獲得となり、体操競技あん馬で最も実績を築いた選手の一人となった。

## 人物
1993年1月13日、ハートフォードシャー州ヘメル・ヘムステッドに生まれる。
7歳の時にスイミングクラブの友人から体操を紹介され、ヘメル・ヘムステッドのサファイア体操教室に入門。12歳の時、コーチのクレメン・ベデニックがスロベニアに帰国し、ウィットロックもスロベニア、マリボルへ赴き、トレーニングを継続した。3ヶ月後に帰国し、バシルドンのサウス・エセックス体操クラブに所属し、現在は義兄のスコット・ハーンがコーチを担当している。ウィットロックの妻であるリアもサウスエセックス体操クラブのコーチとして働いている。
ウィットロックはヘメル・ヘムステッドにあるロングディーン校に通っていた。
2017年7月、ウィットロックはリア・ヒクトンと結婚した。翌年、彼らはコルチェスターとサウスエンドを拠点とする『マックス・ウィットロック体操クラブ』を設立した。2019年2月23日、第一子となる娘ウィローが誕生した。
2020年1月、ウィットロックはヘッドライン社から著書『The Whitlock Workout: Get Fit and Healthy in Minutes』を出版した。

## 競技成績
| 年                       | 大会                         | 団体総合 | 個人総合 |      |      |     |     |     |     |
| ------------------------ | ---------------------------- | -------- | -------- | ---- | ---- | --- | --- | --- | --- |
| 2010                     | コモンウェルスゲームズ       | 2位      |          |      | 2位  |     |     | 3位 |     |
| 2012                     |                              |          |          |      |      |     |     |     |     |
| ヨーロッパ体操競技選手権 | 優勝                         |          |          | 6位  |      |     |     |     |     |
| ロンドンオリンピック     | 3位                          |          |          | 3位  |      |     |     |     |     |
| 2013                     |                              |          |          |      |      |     |     |     |     |
| ヨーロッパ体操競技選手権 |                              | 2位      | 優勝     | 3位  |      |     |     |     |     |
| 世界体操競技選手権       | N/A                          |          |          | 2位  |      |     |     |     |     |
| 2014                     |                              |          |          |      |      |     |     |     |     |
| ヨーロッパ体操競技選手権 | 2位                          |          |          | 優勝 |      |     |     |     |     |
| コモンウェルスゲームズ   | 優勝                         | 優勝     | 優勝     | 2位  |      |     | 3位 |     |     |
| 世界体操競技選手権       |                              | 2位      |          |      |      |     |     |     |     |
| 2015                     |                              |          |          |      |      |     |     |     |     |
| 世界体操競技選手権       | 2位                          |          | 2位      | 優勝 |      |     |     |     |     |
| 2016                     | ワールドカップ               | N/A      | 優勝     | N/A  | N/A  | N/A | N/A | N/A | N/A |
| 2016                     | リオデジャネイロオリンピック |          | 3位      | 優勝 | 優勝 |     |     |     |     |
| 2017                     |                              |          |          |      |      |     |     |     |     |
| 世界体操競技選手権       | N/A                          |          |          | 優勝 |      |     |     |     |     |
| 2018                     | コモンウェルスゲームズ       | 優勝     |          | 6位  | 2位  |     |     |     |     |
| 2018                     | ヨーロッパ体操競技選手権     | 2位      |          |      | 7位  |     |     |     |     |
| 2018                     | 世界体操競技選手権           |          |          |      | 2位  |     |     |     |     |
| 2019                     |                              |          |          |      |      |     |     |     |     |
| ヨーロッパ体操競技選手権 |                              |          |          | 優勝 |      |     |     |     |     |
| 世界体操競技選手権       |                              |          |          | 優勝 |      |     |     |     |     |
| 2021                     |                              |          |          |      |      |     |     |     |     |
| 東京オリンピック         | 4位                          |          |          | 優勝 |      |     |     |     |     |